# District de Kurnool
Le district de Kurnool (télougou : కర్నూల్ జిల్లా) est un district situé dans le Nord-Est de l'état de l'Andhra Pradesh. 

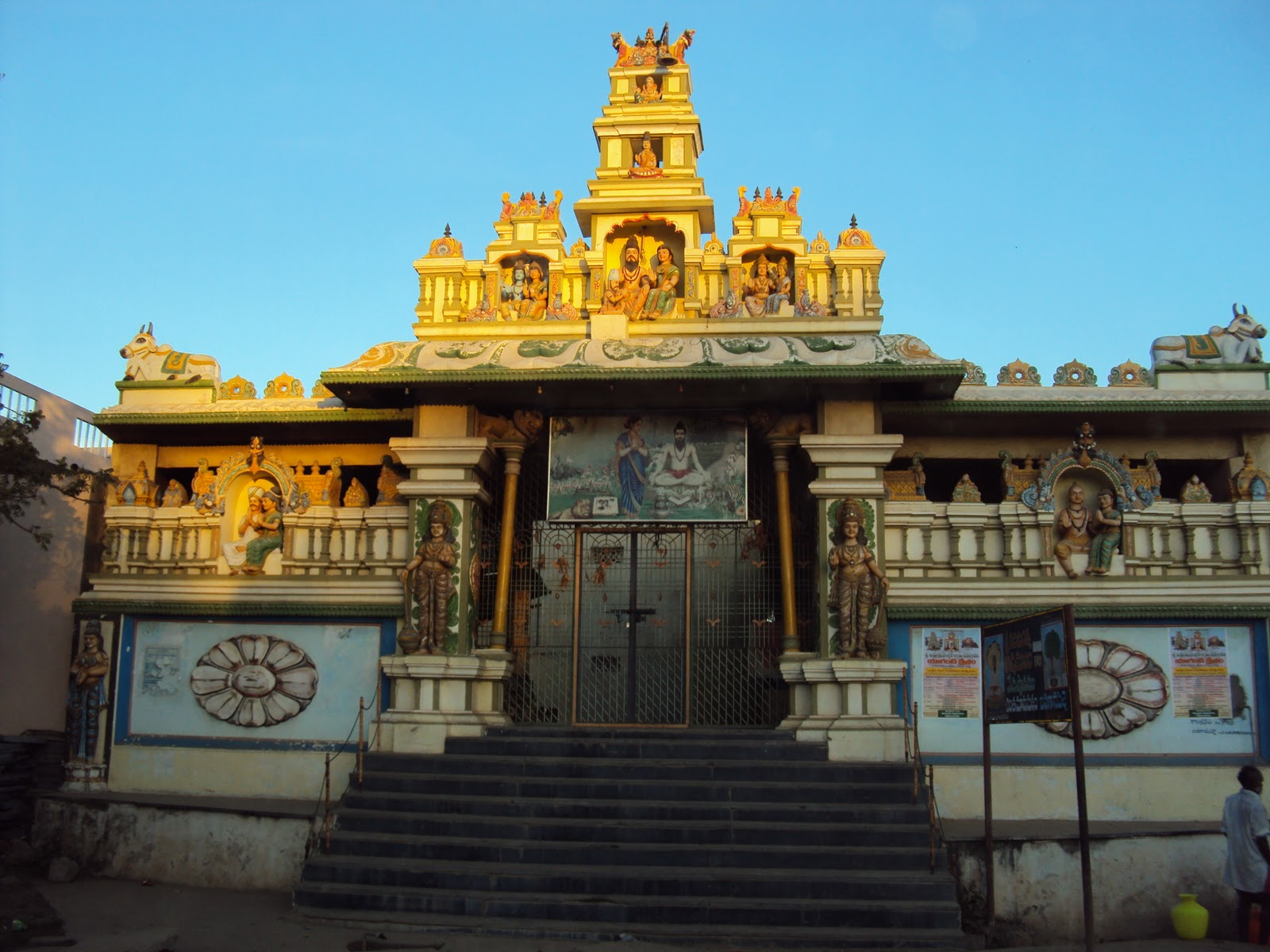
Le temple Veerabrahmendra Swamy.

## Géographie
Son chef-lieu est Kurnool.
Au recensement de 2011, sa population était de 4 053 463 habitants pour une superficie de 17 658 km2.
Le Krishna le traverse et le barrage de Srisailam est l'un des plus grands producteurs d'hydrolélectricité de l'Inde.